# ATP Bordeaux
Das ATP-Turnier von Bordeaux (offiziell Grand Prix Passing Shot) war ein Herrentennisturnier, das von 1979 bis 1995 in Bordeaux, Frankreich ausgetragen wurde.

## Geschichte
Im Laufe der Zeit änderte sich der Belag: bis 1990 wurde auf Sandplätzen gespielt, ab 1991 bis zur Einstellung des Turniers (außer im Jahr 1992) wurde auf Outdoor-Hartplätzen gespielt. Veranstaltungsort war die Villa Primrose. Das Turnier war Teil der ATP World Series, der Vorgängerserie der ATP Tour 250. Zuvor war die Veranstaltung Teil des Grand Prix Tennis Circuit bevor 1990 die ATP Tour gegründet worden war. Seit 2008 wird das Turnier unter dem Namen BNP Paribas Primrose Bordeaux im Rahmen der ATP Challenger Tour wieder ausgetragen.

## Siegerliste
Guy Forget ist der einzige Spieler, der das Turnier mehr als einmal gewinnen konnte, er ist auch gleichzeitig der letzte französische Spieler, der das Turnier für sich entscheiden konnte. Auch im Doppel ist Forget mit zwei Titeln Rekordsieger – gemeinsam mit Andrés Gómez, Sergio Casal, Emilio Sánchez und Tomás Carbonell.

### Einzel
| Jahr | Sieger            | Finalisten            | Finalergebnis           |
| ---- | ----------------- | --------------------- | ----------------------- |
| 1995 | Yahiya Doumbia    | Jakob Hlasek          | 6:4, 6:4                |
| 1994 | Wayne Ferreira    | Jeff Tarango          | 6:0, 7:5                |
| 1993 | Sergi Bruguera    | Diego Nargiso         | 7:5, 6:2                |
| 1992 | Andrij Medwedjew  | Sergi Bruguera        | 6:3, 1:6, 6:2           |
| 1991 | Guy Forget (2)    | Olivier Delaître      | 6:1, 6:3                |
| 1990 | Guy Forget (1)    | Goran Ivanišević      | 6:4, 6:3                |
| 1989 | Ivan Lendl        | Emilio Sánchez        | 6:2, 6:2                |
| 1988 | Thomas Muster     | Ronald Agénor         | 6:3, 6:3                |
| 1987 | Emilio Sánchez    | Ronald Agénor         | 5:7, 6:4, 6:4           |
| 1986 | Paolo Canè        | Kent Carlsson         | 6:4, 1:6, 7:5           |
| 1985 | Diego Pérez       | Jimmy Brown           | 6:4, 7:6                |
| 1984 | José Higueras     | Francesco Cancellotti | 7:6, 6:1                |
| 1983 | Pablo Arraya      | Juan Aguilera         | 7:5, 7:5                |
| 1982 | Hans Gildemeister | Pablo Arraya          | 7:5, 6:1                |
| 1981 | Andrés Gómez      | Thierry Tulasne       | 7:6, 7:6, 6:1           |
| 1980 | Mario Martínez    | Gianni Ocleppo        | 6:0, 7:5, 7:5           |
| 1979 | Yannick Noah      | Harold Solomon        | 6:0, 6:7, 6:1, 1:6, 6:4 |

### Doppel
| Jahr | Sieger                              | Finalisten                        | Finalergebnis |
| ---- | ----------------------------------- | --------------------------------- | ------------- |
| 1995 | Saša Hiršzon Goran Ivanišević       | Henrik Holm Danny Sapsford        | 6:3, 6:4      |
| 1994 | Olivier Delaître Guy Forget (2)     | Diego Nargiso Guillaume Raoux     | 6:2, 2:6, 7:5 |
| 1993 | Pablo Albano Javier Frana           | David Adams Andrei Olchowski      | 7:6, 4:6, 6:3 |
| 1992 | Sergio Casal (2) Emilio Sánchez (2) | Arnaud Boetsch Guy Forget         | 6:1, 6:4      |
| 1991 | Arnaud Boetsch Guy Forget (1)       | Patrik Kühnen Alexander Mronz     | 6:2, 6:2      |
| 1990 | Tomás Carbonell (2) Libor Pimek     | Mansour Bahrami Yannick Noah      | 6:3, 6:7, 6:2 |
| 1989 | Tomás Carbonell (1) Carlos di Laura | Agustín Moreno Jaime Yzaga        | 6:4, 6:4      |
| 1988 | Joakim Nyström Claudio Panatta      | Christian Miniussi Diego Nargiso  | 6:1, 6:4      |
| 1987 | Sergio Casal (1) Emilio Sánchez (1) | Darren Cahill Mark Woodforde      | 6:3, 6:3      |
| 1986 | Jordi Arrese David De Miguel        | Ronald Agénor Mansour Bahrami     | 7:5, 6:4      |
| 1985 | David Felgate Steve Shaw            | Libor Pimek Blaine Willenborg     | 6:4, 5:7, 6:4 |
| 1984 | Pavel Složil Blaine Willenborg      | Loïc Courteau Guy Forget          | 6:1, 6:4      |
| 1983 | Stefan Simonsson Magnus Tideman     | Francisco Yunis Juan Carlos Yunis | 6:4, 6:2      |
| 1982 | Hans Gildemeister Andrés Gómez (2)  | Anders Järryd Hans Simonsson      | 6:4, 6:2      |
| 1981 | Andrés Gómez (1) Belus Prajoux      | Jim Gurfein Anders Järryd         | 7:5, 6:3      |
| 1980 | John Feaver Gilles Moretton         | Gianni Ocleppo Ricardo Ycaza      | 6:3, 6:2      |
| 1979 | Patrice Dominguez Denis Naegelen    | Bernard Fritz Iván Molina         | 6:4, 6:4      |